# Mesodorylaimus széchenyii
Mesodorylaimus széchenyii is een rondwormensoort uit de familie van de Dorylaimidae. De wetenschappelijke naam van de soort is voor het eerst geldig gepubliceerd in 1961 door Andrássy.